# Opgravingen bij Stonehenge
De eerste geregistreerde opgravingen bij Stonehenge werden uitgevoerd door William Cunnington en Richard Colt Hoare. In 1798 onderzocht Cunnington de kuil onder een kort tevoren gevallen trilithon en in 1810 groeven beide mannen onder de gevallen Slaughter Stone, waarbij ze tot de conclusie kwamen dat deze ooit rechtop moest hebben gestaan. Het is goed mogelijk dat zij ook een van de eronder liggende Aubrey holes hebben uitgegraven. In 1839 deed ene captain Beamish opgravingen rond de Altaarsteen en niet veel later verleende de familie Antrobus, de toenmalige eigenaren van Stonehenge, toestemming voor een kleine opgraving aan Charles Darwin, die er zijn theorie wilde beproeven dat antieke bouwwerken langzaamaan in de bodem zouden verzinken als gevolg van grondverplaatsing door aardwormen. Op Oudjaarsdag 1900, viel opnieuw een trilithon om en besloot Sir Edmund Antrobus hem weer op te richten en te verankeren in beton. Onder druk van de publieke opinie en een brief aan The Times door William Flinders Petrie, stemde hij ermee in de stenen weer op te richten onder wetenschappelijk toezicht zodat direct ook archeologische gegevens zouden kunnen worden verzameld over de ondergrond. Antrobus wees als hoofduitvoerder van dit werk de mijnbouwkundig ingenieur William Gowland aan die, ondanks zijn volledige gebrek aan archeologische ervaring uiteindelijk een van de beste en meest gedetailleerde opgravingsverslagen van het monument ooit zou afleveren. Gowland stelde vast, dat voor het ingraven van de staande stenen aangescherpte gewei-delen waren gebruikt en dat de stenen zelf ter plekke tot de gewenste vorm waren bewerkt.
De omvangrijkste opgravingen bij Stonehenge werden uitgevoerd door kolonel William Hawley en diens assistant Robert Newall nadat het monument in handen van de staat was overgegaan. Stonehenge en ruim 12 hectare van het land eromheen waren op 21 september 1915 voor een bedrag van £6,600 aangekocht door de heer Cecil Chubb, die het vervolgens drie jaar later aan de Britse staat schonk. Na de officiële overdracht van de grond, konden Hawley en Newall in 1919 beginnen met hun door het Bureau van Werken van de Britse overheid gefinancierde werk, dat uiteindelijk zeven jaar in beslag zou nemen. De beide mannen verrichtten opgravingen bij praktisch alle verschillende onderdelen van Stonehenge en zij waren de eersten die vaststelden dat ze niet van doen hadden met een eenmalig en enkelvoudig bouwwerk, maar dat er duidelijke aanwijzingen waren dat de locatie in de loop van de geschiedenis meerdere bouwfasen had doorlopen.
In 1950 gaf de Society of Antiquaries Richard J. C. Atkinson, Stuart Piggott en John F.S. Stone opdracht voor nadere opgravingen. Zij brachten talrijke crematies aan het licht en publiceerden een faseringsschema dat nog altijd zijn stempel weet te drukken op veel van wat er over Stonehenge geschreven wordt.
In 1979 en 1980 gaf Mike Pitts leiding aan een tweetal kleinere onderzoeken in het kader van graafwerkzaamheden ten behoeve van de aanleg van kabels en leidingen dicht bij de Heelstone, waarbij hij op het bewijs voor diens naaste buursteen stuitte. Meer recent hebben ten slotte nog graafwerkzaamheden plaatsgehad met als doel om mogelijk schadelijke gevolgen als gevolg van ondergrondse kabels en rioleringen, alsmede van een voetpad over de locatie te verhelpen.
Begin april 2008 startten de archeologen Geoff Wainwright en Tim Darvill met een nieuw project rond het oudheidkundig bodemonderzoek van de site. Zij groeven daartoe slechts een greppel van 3,5 m lang en één m diep om de funderingen te vinden van de eerste 4500 jaar oude steenkring van Stonehenge. Op deze fundamenten zou de eerste dubbele steenkring in bluestone van elk één tot drie ton zwaar gestaan hebben. 